# Kuhmosaari
Kuhmosaari är en ö i Finland. Den ligger i sjön Keitele och i kommunerna Äänekoski och Vesanto och landskapen  Mellersta Finland och Norra Savolax, i den centrala delen av landet, 300 km norr om huvudstaden Helsingfors. Öns area är 53,3 hektar och dess största längd är 1,4 kilometer i sydöst-nordvästlig riktning.